# Чансин

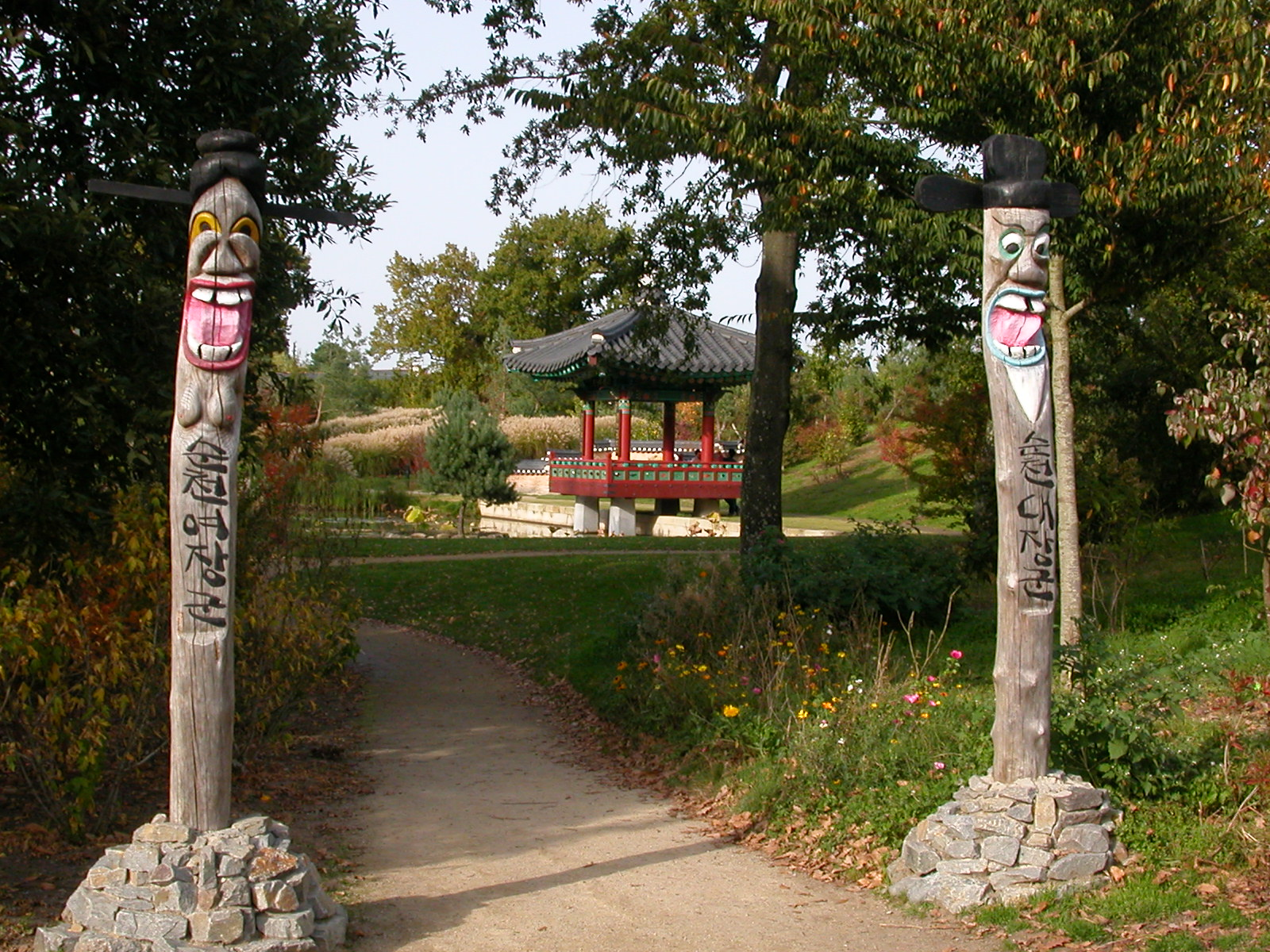

Чанси́н (також джансин) кор. 장승 (IPA: /tɕaŋ`sɯŋ/, англ.: jangseung), або сільський оберіг це Корейський тотемний стовп, зазвичай вирізьблений з дерева. Традиційно чансини розміщувалися на краю села задля відлякування демонів. Селяни також шанували чансинів як божества-охоронців.  
У південних регіонах Чолла, Чхунчхон, та Кьонсан, чансини також мають назви бопсу або боксу, які є варіантами слова бокса́ (복사/卜師), що означає чоловік шаман.
В провінції Чолла, чансини часто виготовляються з каменю, а їх вигляд нагадує харибанів острова Чеджу. 

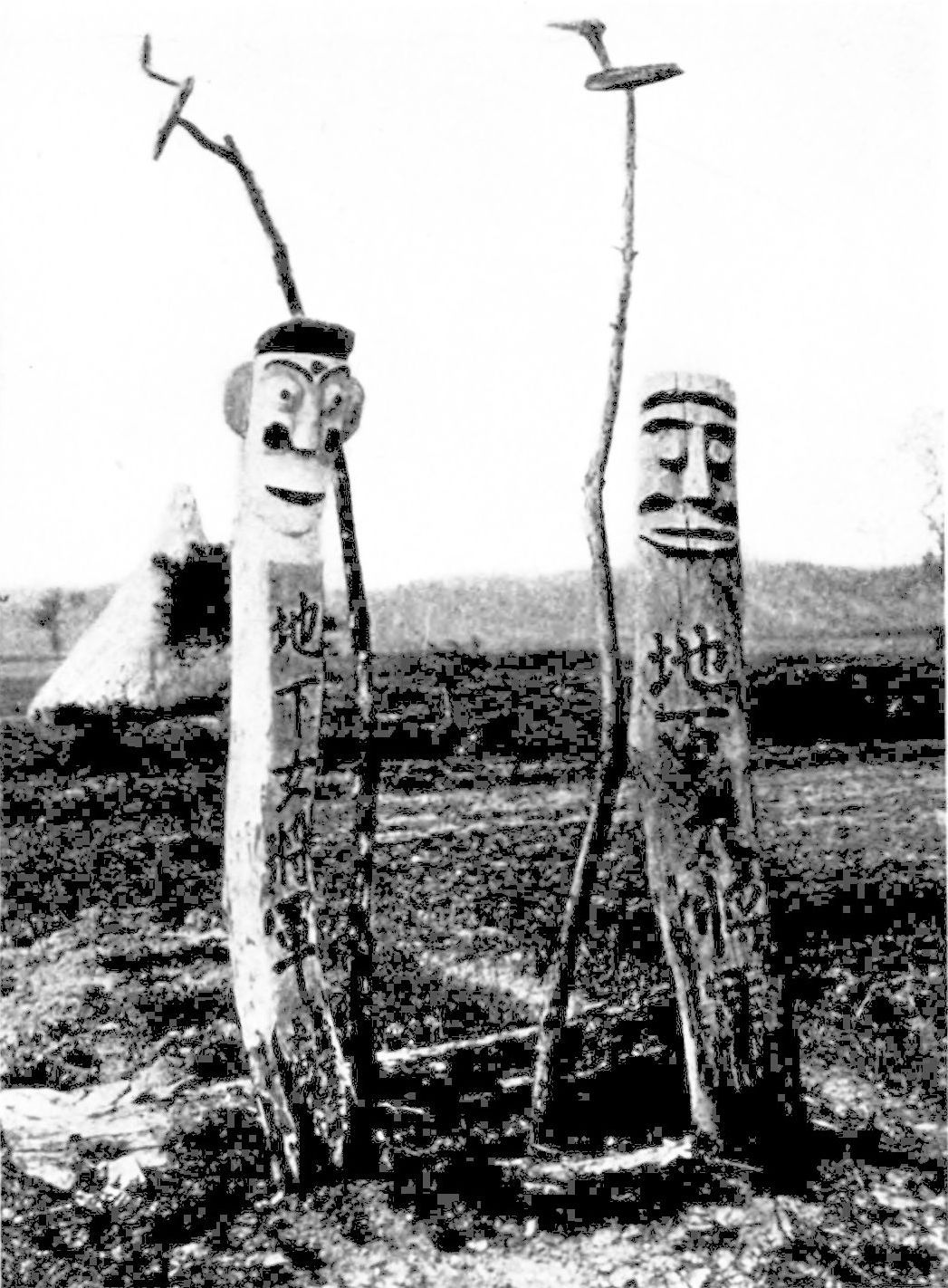
"Сільські демонські стовпи" (джансини) як їх описано у книзі The passing of Korea (1906) американського місіонера-протестанта Homer Bezaleel Hulbert.

В Сеулі 18го століття король Чонджо династії Чосон наказав встановити чансинів для відлякування злих духів поблизу Сандо, під час королівської поїздки до Сувону, де знаходилась могила його батька. З того часу місцина, де були встановлені тотеми носить назву Чансинбеґі (장승배기), і цю назву отримала розташована тут станція 7-ї лінії Сеульського метрополітену.
Чансини чоловічого роду як правило мають напис, що означає "Великий Генерал Піднебесної",  (ханґиль: 천하대장군, ханча: 天下大將軍 - чхонха-деджанґун) і прикрашені капелюхами, що нагадують головні убори Корейської аристократії та вчених. Чансини жіночого роду на відміну від "чоловічих" мають менш вишукані капелюхи і зазвичай мають написи "Жінка-Генерал Підземного Світу" (ханґиль: 지하여장군, ханча: 地下女將軍 - чіха-йоджанґун) або "Великий Генерал Підземного Світу" (ханґиль: 지하대장군, ханча: 地下大將軍 - чіха-деджанґун).

## Галерея

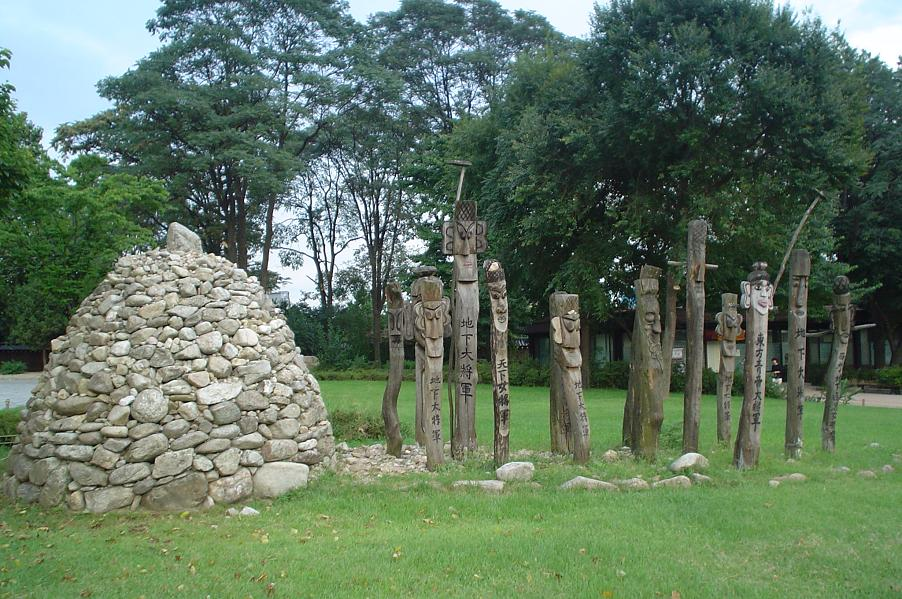
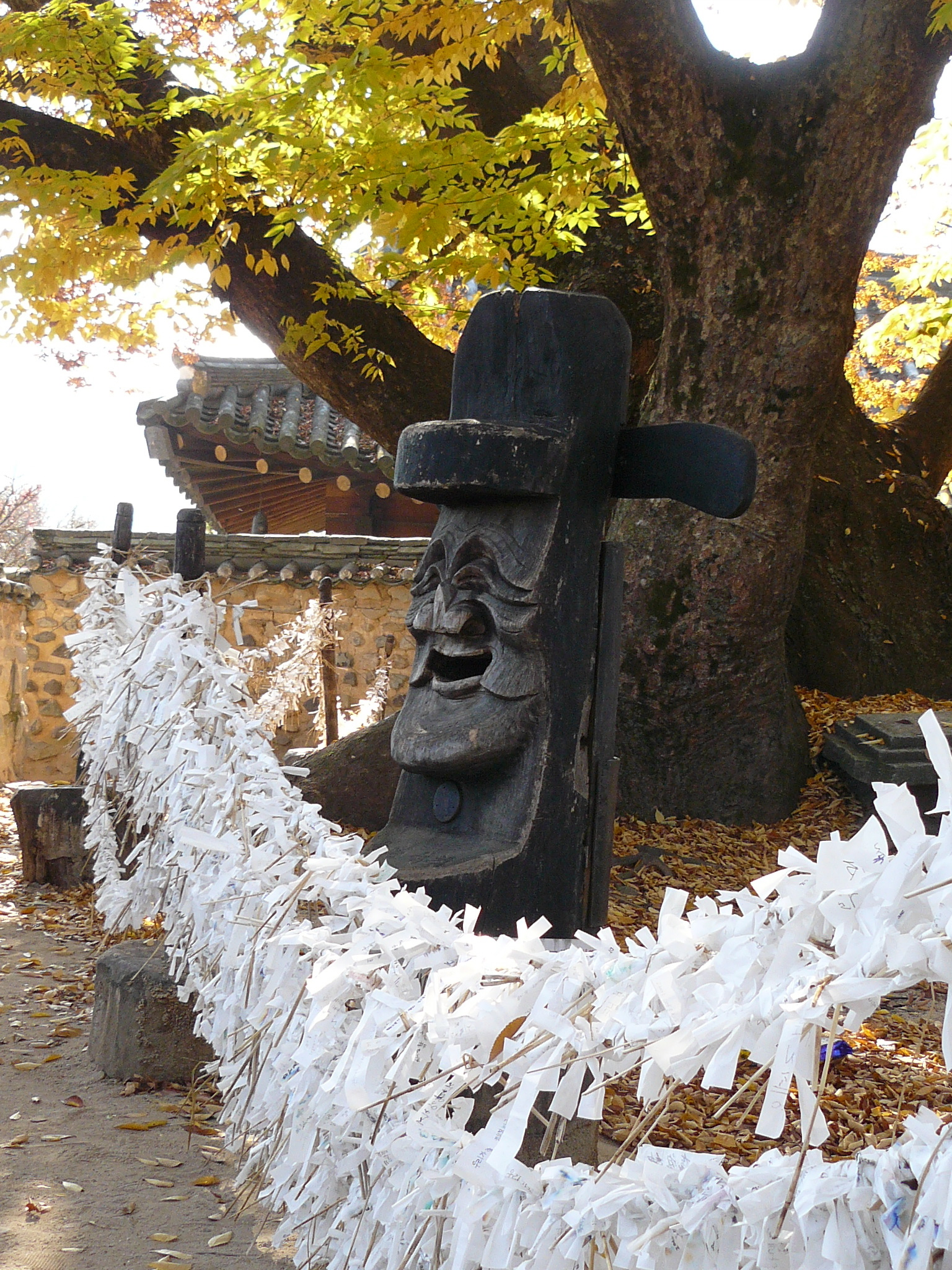
Чансини у музеї традиційної культури
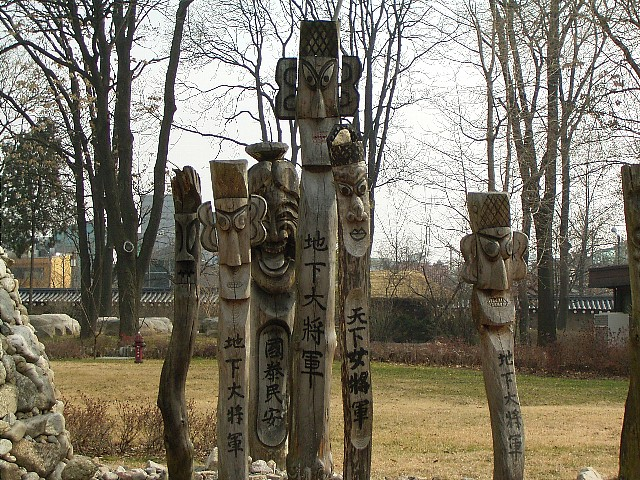
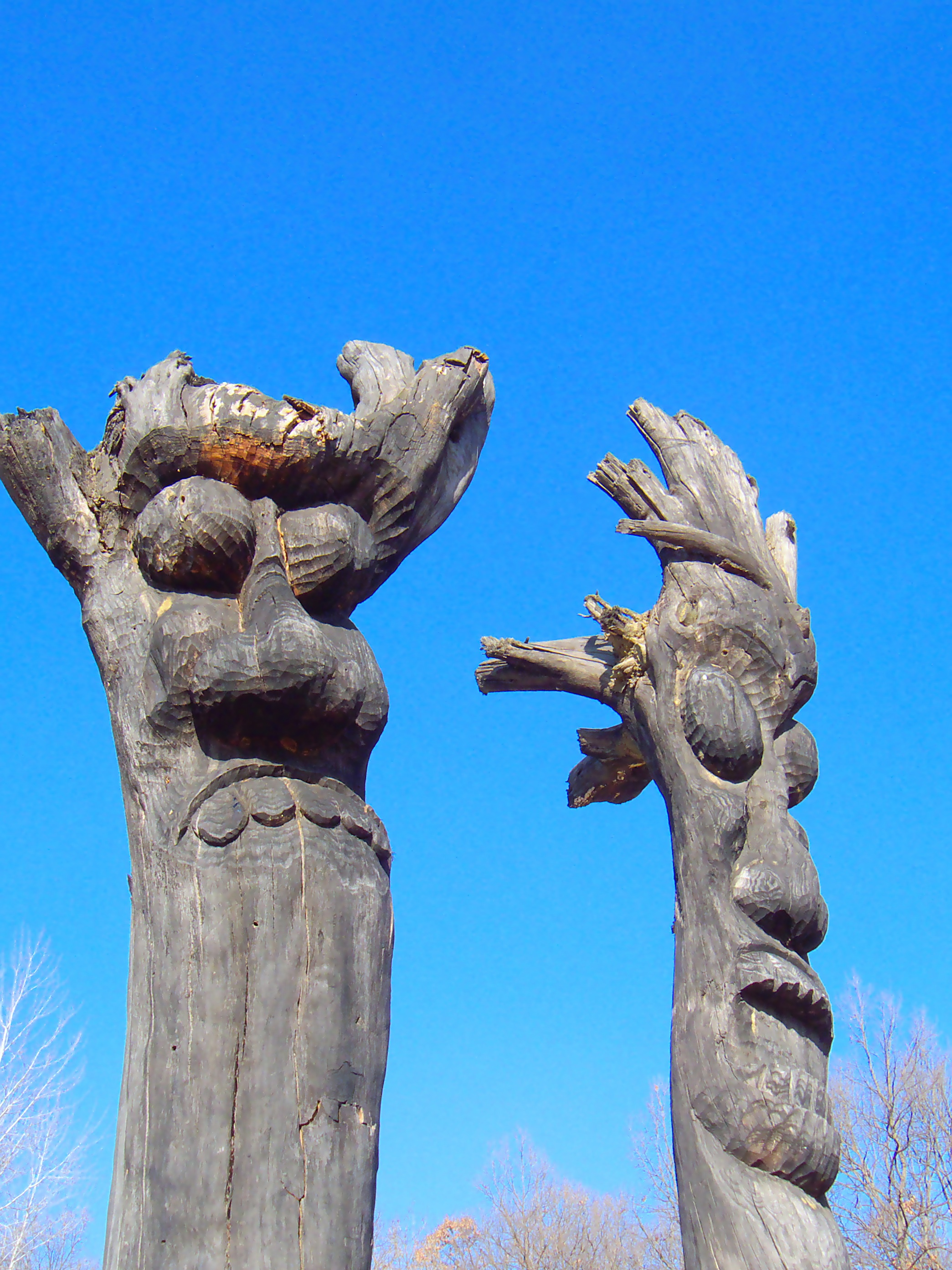
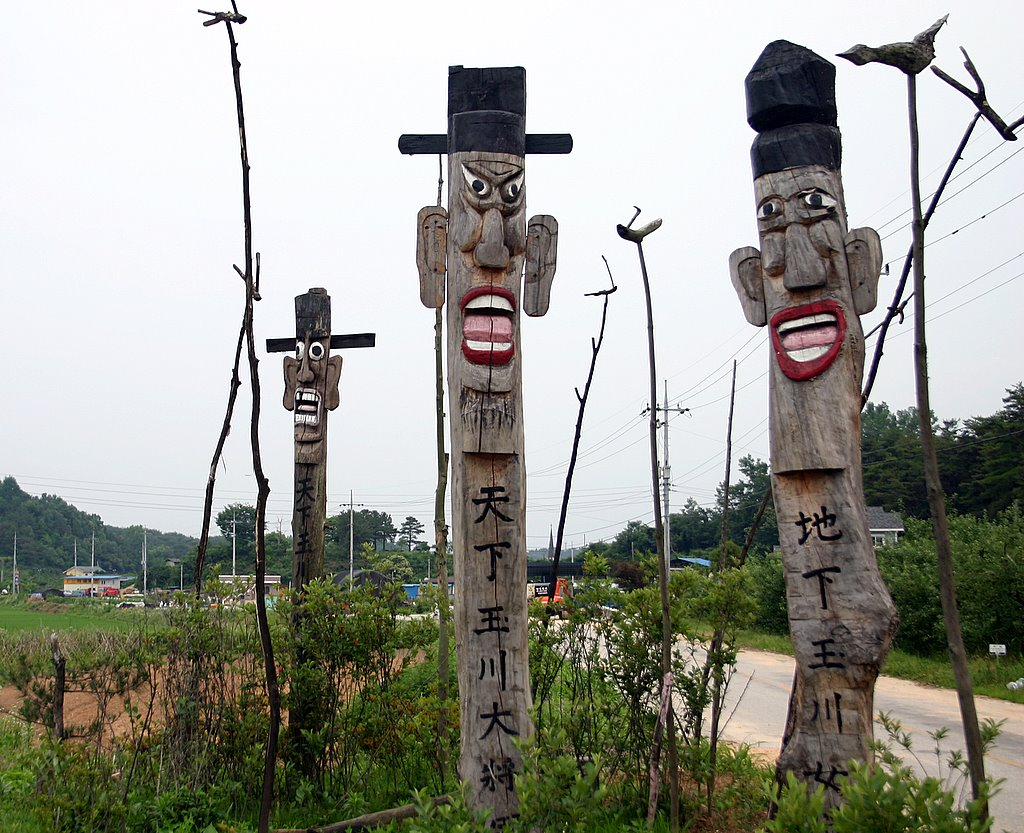

## Читайте також
- Доль-харибан
- Тотем